# Edward Shippen Barnes
Pour les articles homonymes, voir Barnes.
Edward Shippen Barnes, né le 14 septembre 1887 à Sea Bright et mort le 14 février 1958 à Idyllwild-Pine Cove, est un organiste et compositeur américain.

## Biographie
Edward Shippen Barnes est l'élève d'Horatio Parker et de David Stanley Smith à l'Université Yale. Il étudie l'orgue avec Harry B. Jepson.
Il est d'abord organiste à l'église épiscopale St Stephen de Philadelphie, puis à la première église presbytérienne de Santa Monica. Il prend sa retraite en 1954.

## Œuvres
Edward Barnes compose deux symphonies pour orgue, beaucoup de musique sacrée et plusieurs livres d'arrangements pour orgue à but pédagogique. Il publie notamment Bach for Beginners in Organ Playing.